# Трестіоара (Горж)
Трестіоара (рум. Trestioara) — село у повіті Горж в Румунії. Входить до складу комуни Дреготешть.
Село розташоване на відстані 234 км на захід від Бухареста, 29 км на південь від Тиргу-Жіу, 71 км на північний захід від Крайови.

## Населення
За даними перепису населення 2002 року у селі проживала 571 особа, усі — румуни. Усі жителі села рідною мовою назвали румунську.